# Globe KD6G Firefly
Le Globe KD6G Firefly est un drone cible américain construit par la Globe Aircraft Corporation pour être utilisé par la Marine des États-Unis durant les années 1950 et au début des années 1960.

## Conception et développement
Basé sur le drone cible précédent Globe KD2G Firefly, le KD6G présente une configuration à aile médiane avec un empennage à doubles dérives. Contrairement au KD2G, équipé d'un moteur à pulsoréacteur, le KD6G est propulsé par un moteur à piston en configuration tracteur. Lancé par catapulte et télécommandé, il pouvait être récupéré par parachute s'il n'était pas abattu pendant sa mission.

## Historique opérationnel
Le KD6G effectue son premier vol en 1951 sous forme de prototype. Deux variantes furent produites : le KD6G-1 avec un moteur McCullough O-100 (en) et le KD6G-2 avec un moteur Kiekhaefer V-105 (en). Utilisé dans l'entraînement au tir par la marine américaine, le KD6G-2 fut reclassé en 1963 sous le nom MQM-40A avant d'être retiré peu après.

## Variantes
- XKD6G-1 : Prototype avec moteur McCullough O-100-1 (en).
- KD6G-1 : Version de production de XKD6G-1.
- KD6G-2 : Version de production avec moteur Kiekhaefer (en) V-105-2.
- XQM-40A : Reclassification initiale du KD6G-2.
- MQM-40A : Reclassification finale du KD6G-2.

## Expositions
- Pima Air & Space Museum
- Planes of Fame Air Museum

## Spécifications
Caractéristiques techniques du Globe KD6G Firefly
Caractéristiques : Détails
Type : Drone cible
Origine nationale : États-Unis
Fabricant : Globe Aircraft Corporation
Premier vol : 1951
Retraité : Vers 1965
Utilisateur principal : Marine des États-Unis
Nombre construit : Non spécifié
Coût du programme : Non spécifié
Coût unitaire : Non spécifié
Développé à partir de : Globe KD2G Firefly
Développé en : MQM-40A (reclassification)
Variante XKD6G-1 : Prototype avec moteur McCullough O-100-1
Variante KD6G-1 : Version de production du XKD6G-1
Variante KD6G-2 : Version de production avec moteur Kiekhaefer V-105-2
Reclassification XQM-40A : Reclassification initiale du KD6G-2
Reclassification MQM-40A : Reclassification finale du KD6G-2
Spécifications techniques :
Équipage : Aucun
Moteur : 1 moteur à piston Kiekhaefer V-105-2
Puissance du moteur : 100 chevaux-vapeur (hp)
Longueur : 11 pieds 6 pouces (≈ 3,51 mètres)
Envergure : 11 pieds 6 pouces (≈ 3,51 mètres)
Hauteur : 1 pied 7 pouces (≈ 0,48 mètre)
Vitesse maximale : 265 mph (≈ 426 km/h)
Endurance : 60 minutes